# Алексеева, Татьяна Александровна
Татья́на Алекса́ндровна Алексе́ева (род. 22 ноября 1947 года, Москва) — советский и российский философ и политолог, специалист в области политической философии, политического анализа, внутренней и внешней политики России, современной международной политики, теории и истории международных отношений, российско-американских отношений. Заведующая кафедрой политической теории Московского государственного института международных отношений (Университета) МИД России (с 1999 года).

## Биография
В 1970 году окончила факультет международных отношений МГИМО МИД СССР, затем аспирантуру по кафедре истории международных отношений и внешней политики СССР (там же). C 1970 по 1973 год — сотрудник Агентства печати «Новости», младший научный сотрудник/научный сотрудник Института мировой экономики и международных отношений АН СССР (1976—1982). В 1978 году защитила в МГИМО диссертацию кандидата исторических наук по теме «Борьба СССР против экспансии нацистской Германии накануне Второй мировой войны, 1936—1939 гг.». старший научный сотрудник Института военной истории МО СССР (1982—1984), старший научный сотрудник Научного совета по современным идеологическим течениям Президиума АН СССР (1984—1986), старший/ведущий научный сотрудник, заведующая сектором философских проблем политики Института философии АН СССР (РАН) (1986—1997). В 1992 году защитила в ИФ РАН докторскую диссертацию "Справедливость как проблема политической философии: На материалах американской политической мысли».
В 1992—1999 годах заведовала кафедрой политологии Московского государственного лингвистического университета (по совместительству). Профессор (1997). Проректор МВШСЭН при Президентской академии (1997—1999), с 1999 года — профессор МГИМО (У), заведующая кафедрой политической теории. Заслуженный деятель науки Российской Федерации (2007).
Владеет английским и немецким языками.

## Кроме того
- Член Научно-экспертного совета при Совете Федерации РФ (1997—2001)
- Член Экспертного совета по гуманитарным наукам при Государственной Думе РФ (с 2008)
- Редактор-консультант редакции журнала «Проблемы мира и социализма» (г. Прага, ЧССР, 1982 г.)
- Председатель Экспертного совета по политологии РГНФ (с 2007)
- Действительный член, член Президиума Академии политической науки
- Действительный член Академии военных наук
- Visiting Professor, State University of North Carolina at Charlotte, USA (1993 и 1994)
- Член редколлегии журнала «Полития» (с 1999)
- Член редакционного совета журнала «Космополис» (с 2002)
- Член Научного совета РАПН (с 2000)
- Член Российской ассоциации международных исследований
- Член редколлегии журнала «ПолИс» (с 1996)
- Член редколлегии журнала «Международные процессы»
- Учредитель журнала «Знание — сила»

## Публикации
Автор более 200 статей, глав в сборниках и докладов
Монографии, сборники, брошюры
- Политическая философия: От концепций к теориям. — М.: РОССПЭН, 2007. — 25 п.л.
- Справедливость как политическая концепция. — М.: МОНФ, 2001. — 260 с.
- Современные политические теории. — М.: РОССПЭН, 2000. — 343 с.
- Нужна ли философия политике?: Сборник статей. — М.: УРСС, 2000. — 126 с.
- Политический процесс в социо-культурном измерении. — М.: Апрель, 1998. — 80 с.
- Антология мировой политической мысли в 5 томах. — Т. 2: Современная зарубежная политическая мысль / Под ред. Т. А. Алексеевой. — М.: Мысль, 1997. — 560 с.
- Демократия: государство и общество / Под ред. Т. А. Алексеевой. — М.: Дрофа, 1997. — 190 с.
- О философии / Под ред. Т. А. Алексеевой и В. А. Лекторского. — М.: Аспект-пресс. 1996. — 415 с.
- Справедливость: Морально-политическая философия Джона Роулса. — М.: Наука. 1992. — 194 с.

Книги на английском языке, изданные за рубежом 
- William Gay and T. A. Alekseeva. (Eds.) Democracy and the Quest for Justice. Russian and American Perspectives. Amsterdam-New York. 2004. — 154 pp. ISBN 90-420-1099-1.
- William Gay and T. A. Alekseeva. Capitalism with a Human Face ? The Quest for a Middle Road in Russian Politics. Lanham, MD: Rowman & Littlefield. 1995.

235 pp. ISBN 0-8476-8135-1 (cloth); ISBN 0-8476-8136-X (paper).
- William Gay and T. A. Alekseeva. Eds. On the Eve of the 21st Century: Perspectives of Russian and American Philosophers. Lanham, MD: Rowman & Littlefield. 1994. 227 pp. ISBN 0-8476-7829-6 (cloth); ISBN 0-8476-7830-X (paper).

## Награды
- Лектор учебных семинаров в партии «Единая Россия» 2002—2004 годах. Награждена грамотой — «Золотому перу» «Единой России» (2003).
- Лауреат премии имени И. И. Удальцова за лучший учебник по политологии (2007).
- В 2008 году была номинирована на Государственную премию РФ в области науки и технологий.

## Членство в ученых советах
- 1993—1998 гг. — член диссертационного совета ИФ РАН
- с 1998 г. — член учёного совета Российской академии государственной службы при Президенте;
- с 2007 г. — член учёного совета по политологии МГУ;
- с 1999 г. — член учёного совета по политологии и учёного совета по социологии МГИМО (У).
- 1998—2004 гг. — член Экспертного совета ВАК РФ по философии.